# Xyris amorimii
Xyris amorimii är en gräsväxtart som beskrevs av Robert Kral. Xyris amorimii ingår i släktet Xyris och familjen Xyridaceae. Inga underarter finns listade i Catalogue of Life.